# بويغ أوبيرت
بويغ أوبيرت (بالألمانية: Puig Aubert)‏ (بالفرنسية: Puig-Aubert)‏ هو لاعب دوري الرغبي ألماني وفرنسي، ولد في 24 مارس 1925 في آندرناخ في ألمانيا، وتوفي في 3 يونيو 1994 في قرقشونة في فرنسا بسبب نوبة قلبية.